# Bahnhof Geismar
Der Bahnhof Geismar war eine Betriebsstelle der Bahnstrecke Leinefelde–Treysa in der heutigen Gemeinde Geismar im thüringischen Landkreis Eichsfeld.

## Lage
Der Bahnhof befindet sich südöstlich des Dorfes Geismar bei Streckenkilometer 34,66. Das Terrain des Bahnhofes befindet sich im Friedatal auf einer Höhe von ungefähr 245,8 m ü. NN. Die nächsten Bahnhöfe entlang der Bahnstrecke waren Lengenfeld unterm Stein im Südosten und der hessische Bahnhof Schwebda im Südwesten. Der Weg zum Bahnhof führt über die Bahnhofstraße.

## Geschichte
Mit Eröffnung des zunächst eingleisigen Streckenabschnittes zwischen Eschwege und Silberhausen Trennung im Jahr 1880 wurde auch der Bahnhof in Geismar für den Personen- und Güterverkehr übergeben. 1907 wurde der Streckenabschnitt zwischen Schwebda und Silberhausen zweigleisig ausgebaut, nach 1920 wurde das zweite Gleis wieder demontiert.
Mit dem Ende des Zweiten Weltkrieges und der Unterbrechung der Bahnstrecke zwischen Schwebda und Geismar nach Sprengung des westlich von Geismar gelegenen Friedaviaduktes begann der Bedeutungsverlust der Bahnverbindung. Der Bahnhof Geismar wurde zum Endbahnhof der Strecke auf östlicher Seite. Die Gleise wurden vermutlich 1947 von Geismar bis zur Demarkationslinie bei Kilometer 37,8 abgebaut und ein Prellbock schloss die Strecke hinter dem Bahnhof ab. Die Lokomotiven mussten für die Rückfahrt der Züge nach Leinefelde hier umsetzen. Ab 1952 lag der Ort in der Sperrzone an der Innerdeutschen Grenze und der Bahnhof war nur noch von Reisenden der grenznahen Dörfer und mit Passierschein erreichbar. 1969 wurde der Güterverkehr in Geismar eingestellt und nicht mehr notwendige Gütergleise demontiert.
Im Jahr 1979 machten sich vier schwer beladene Bauwaggons am Bahnhof Lengenfeld selbständig und rollten in Richtung Bahnhof Geismar, wo sie am Streckenende ohne Personenschaden verunglückten. Eine Brückenprüfung des östlich von Geismar liegenden Lengenfelder Viadukts im Jahr 1984 zeigte bauliche Mängel an der Brückenkonstruktion, die Betriebserlaubnis für das Bauwerk wurde nur noch bis zum 31. Dezember 1992 erteilt. Danach wurde der Bahnverkehr zwischen Geismar und Küllstedt eingestellt und der Bahnhof geschlossen.

## Ausstattung
Zum Gebäudebestand gehörten das Empfangsgebäude, ein angrenzender Güterschuppen, Beamtenwohnungen und ein Abort. Es gab zwei Durchgangsgleise mit einfachen Bahnsteigen, bis zu 11 Weichen und zwei Ladegleise, die einerseits am Güterschuppen an einer Rampe endeten und anderseits in östlicher Richtung an einem Prellbock. Nach dem Ersten Weltkrieg wurde ein Streckengleis zurückgebaut, der Abschnitt innerhalb des Bahnhofs blieb aber als Kreuzungsgleis erhalten.
Der Bahnhof Geismar besaß ursprünglich eine kleine Bahnmeisterei, die aber bereits im Jahre 1924 im Zusammenhang mit dem Rückbau des zweiten Gleises aufgelöst wurde.

## Heutige Nutzung
Auf der Bahntrasse von Lengenfeld bis nach Geismar wird ein Draisinenbetrieb durchgeführt und der Kanonenbahn-Radweg verläuft parallel den Bahngleisen. Der Radweg in Richtung Werratal verläuft ab hier nicht mehr auf der ehemaligen Bahntrasse, sondern auf öffentlichen Straßen. Das Empfangsgebäude und die weiteren Baulichkeiten wurden privatisiert.